# Новенький (Брянська область)
Новенький - хутір у Стародубському муніципальному окрузі Брянської області Росії.

## Географія
Знаходиться в південній частині Брянської області на відстані приблизно 3 км по прямій на захід-північний захід від районного центру міста Стародуб.

## Історія
На карті 1941 року показано поселення з 3 дворами. До 2019 року населений пункт входив до складу Мохоновського сільського поселення, з 2019 по 2021 до складу Запольськохалієвичського сільського поселення Стародубського району до їх скасування.

## Населення
Населення: 62 особи у 2002 році (росіян 98 %), 55 осіб у 2010 році.